# 1470 az irodalomban
Az 1470. év az irodalomban.

## Megjelent művek
- 1470, Augsburg – Először jelenik meg nyomtatásban a De imitatione Christi (Krisztus követése), feltehetően Kempis Tamás műve

## Születések
- december 5. – Willibald Pirckheimer német humanista, író († 1530)
- 1470 – Pietro Bembo itáliai reneszánsz költő, irodalomtudós, kardinális († 1547)
- 1470 – Garcia de Resende portugál történész, költő († 1536)